# Guadua amplexifolia
Guadua amplexifolia är en gräsart som beskrevs av Jan Svatopluk Presl. Guadua amplexifolia ingår i släktet Guadua och familjen gräs. Inga underarter finns listade i Catalogue of Life.